# Encens (résine oliban)

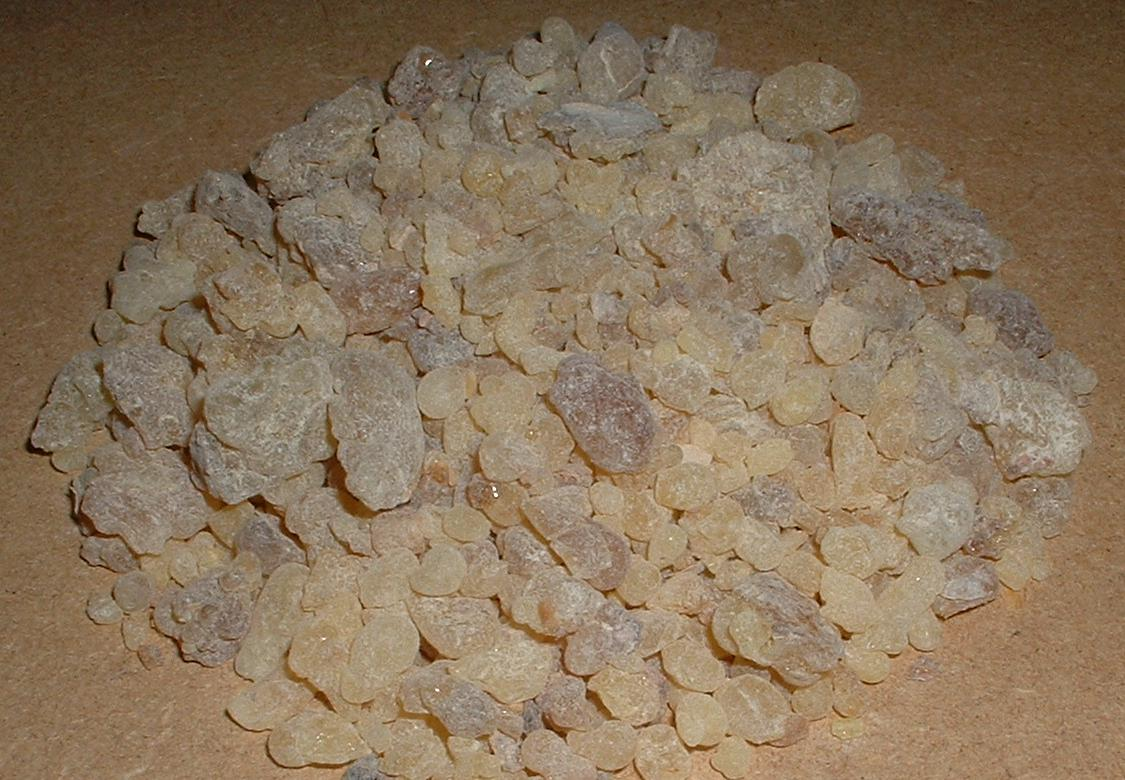
100 g de résine d'encens

Pour les articles homonymes, voir Encens.
L'encens, appelé également oliban (substantif masculin issu du bas-latin olibanum, lui-même de l'arabe اللُّبَّان al-lubbān, d'un mot sémitique qui a donné aussi le grec λίβανος libanos) ou thiouraye (un mot d'origine wolof utilisé dans l'Afrique francophone), est une gomme-résine aromatique. Le monde arabe tout comme les Perses ont fortement contribué à sa diffusion.

## Production
Cette substance est produite à partir de la résine d'un groupe d'arbres appartenant au genre Boswellia, notamment Boswellia sacra, de la famille des Burséracées. L'arbre serait originaire du Dhofar, dans l'actuel sultanat d'Oman. Il y est encore cultivé aujourd'hui, et est exporté par le port de Salalah. Il existe d'autres lieux de production tels que la Somalie, le Yémen, et l'Inde (où l'on cultive surtout Boswellia serrata).
Seul l'arbre mâle, haut de trois mètres à maturité, produit la précieuse résine, mais il faut attendre une bonne dizaine d'années pour qu'il fournisse un produit de qualité. L'écorce est incisée en enlevant un lambeau étroit et long, on racle ensuite l'endroit dégagé, et on récolte les concrétions de gomme-résine en les faisant tomber dans un récipient. Les sécrétions de résine, durcies au contact de l'air, sont collectées deux à trois semaines plus tard ; ces gouttes solidifiées peuvent mesurer plus de 2 cm. On dit que la meilleure résine est recueillie en automne, à la suite d'incisions pratiquées pendant l'été. C'est ce qu'on appelle "l'encens blanc" par opposition à "l'encens roux", recueilli au printemps après des incisions hivernales.
En 2011, il en est produit environ 2 000 tonnes par an, dans le monde. Néanmoins maintenant la production d'Oliban a très fortement augmenté au vu des tendances actuelles.

## Histoire

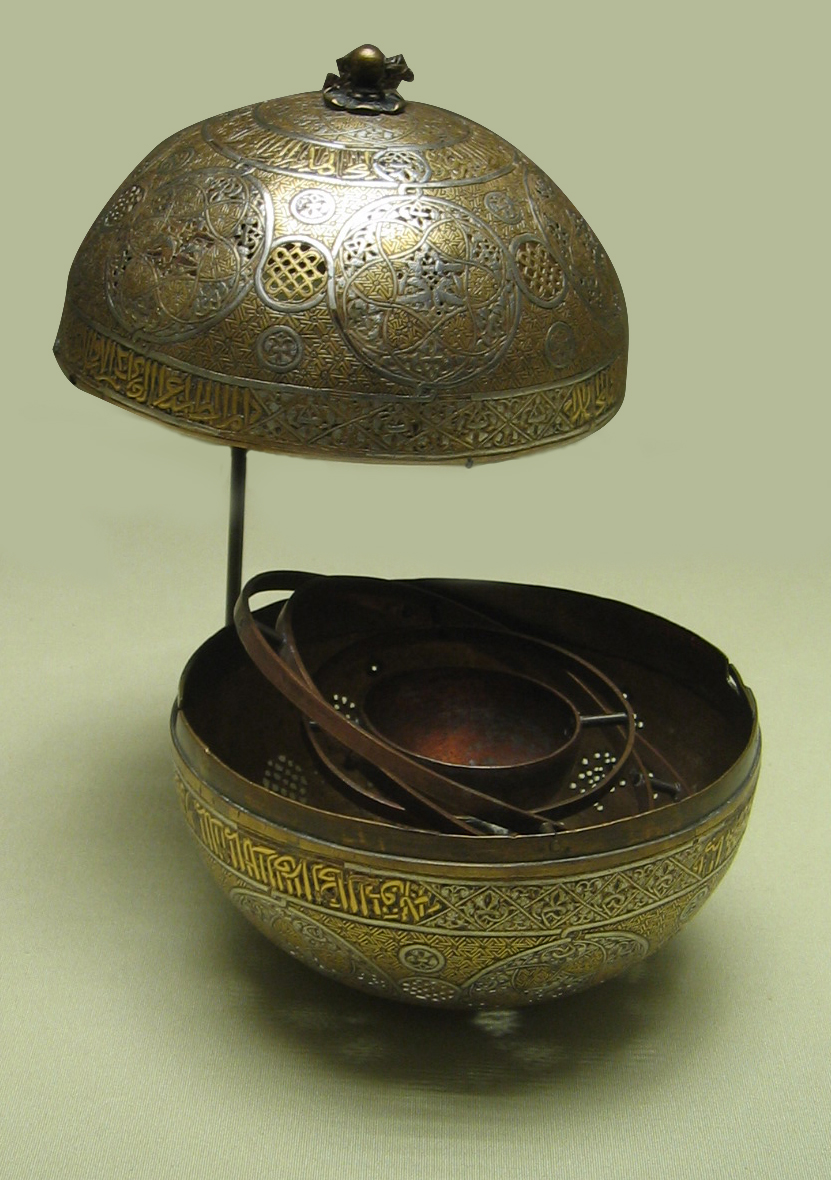
Brûleur à encens, Syrie, fin du XIIIe siècle début du XIVe siècle, musée du Louvre.

Dans la langue française, le mot encens a été emprunté vers 1135 au latin ecclésiastique incensum, désignant une matière brûlée en sacrifice (participe passé neutre du verbe incendere = brûler, enflammer) . Chez les Romains on l'appelait thymiama, un mot proche de thym, à rattacher à deux racines grecques : l'une, thuos évoque à la fois l'idée d'offrande et de parfum, d'aromate ; l'autre, thuien, correspond à la notion de sacrifice (que l'on fait brûler). À l'origine, sans doute une racine indo-européenne °dhu- (= faire brûler).[réf. nécessaire]
Les termes ci-dessus montrent bien l'importance de l'encens dans la religion, les dieux étant apparemment friands de ses fumées qui montaient vers eux en sacrifice. Le dieu assyrien Baal en était un grand consommateur, mais L'Éternel, dans l'Ancien Testament, aimait également beaucoup l'encens, mentionné à 113 reprises dans les divers livres[réf. nécessaire]. On notera surtout un passage de l'Exode (XXX: 34-37) dans lequel L'Éternel précise à Moïse la composition du mélange qu'il faut faire brûler pour lui (styrax, onyx, galbanum, aromates et pur encens), tout en lui indiquant que ce mélange ne doit pas être utilisé de façon profane :

« Le parfum que tu fais là, vous n'en ferez pas pour vous-mêmes de même composition. Il sera saint pour toi, réservé à  L'Éternel. Quiconque fera le même pour en humer l'odeur sera retranché de son peuple. »

De tous les parfums, l'encens est certainement celui qui a le passé le plus prestigieux. On le considérait dans l'Antiquité comme plus précieux que l'or, et la route de l'encens a fait la fortune de plusieurs royaumes arabes.[réf. nécessaire]

## Traditions

### Antiquité
Les Égyptiens, considérés comme les plus grands parfumeurs de l'Antiquité, firent eux aussi un grand usage de l'encens, qui entrait notamment dans la composition du kyphi. Le nom même de l'encens dans l'ancienne langue égyptienne est évocateur. Le mot « netcher » désignait ce qui relevait des dieux ou du divin et c'est le causatif de ce mot qui était utilisé pour dénommer l'encens : « sénetecher » dont une traduction pourrait être : « Ce qui rend divin ». Même chose chez les Grecs et les Romains[réf. nécessaire].
Les Grecs voient pour la première fois des arbres à encens et des arbres à myrrhe au cours d'une expédition en Arabie entreprise par les partisans d'Alexandre le Grand peu avant sa mort, dans le dernier quart du IVe siècle av. J.-C.
La nature divine de l'encens est évoquée par Ovide dans ses Métamorphoses, puisque selon lui le premier arbre à encens aurait poussé sur la tombe de Leucothoé, maîtresse d'Hélios châtiée par son père Orchamos.

### Bouddhisme

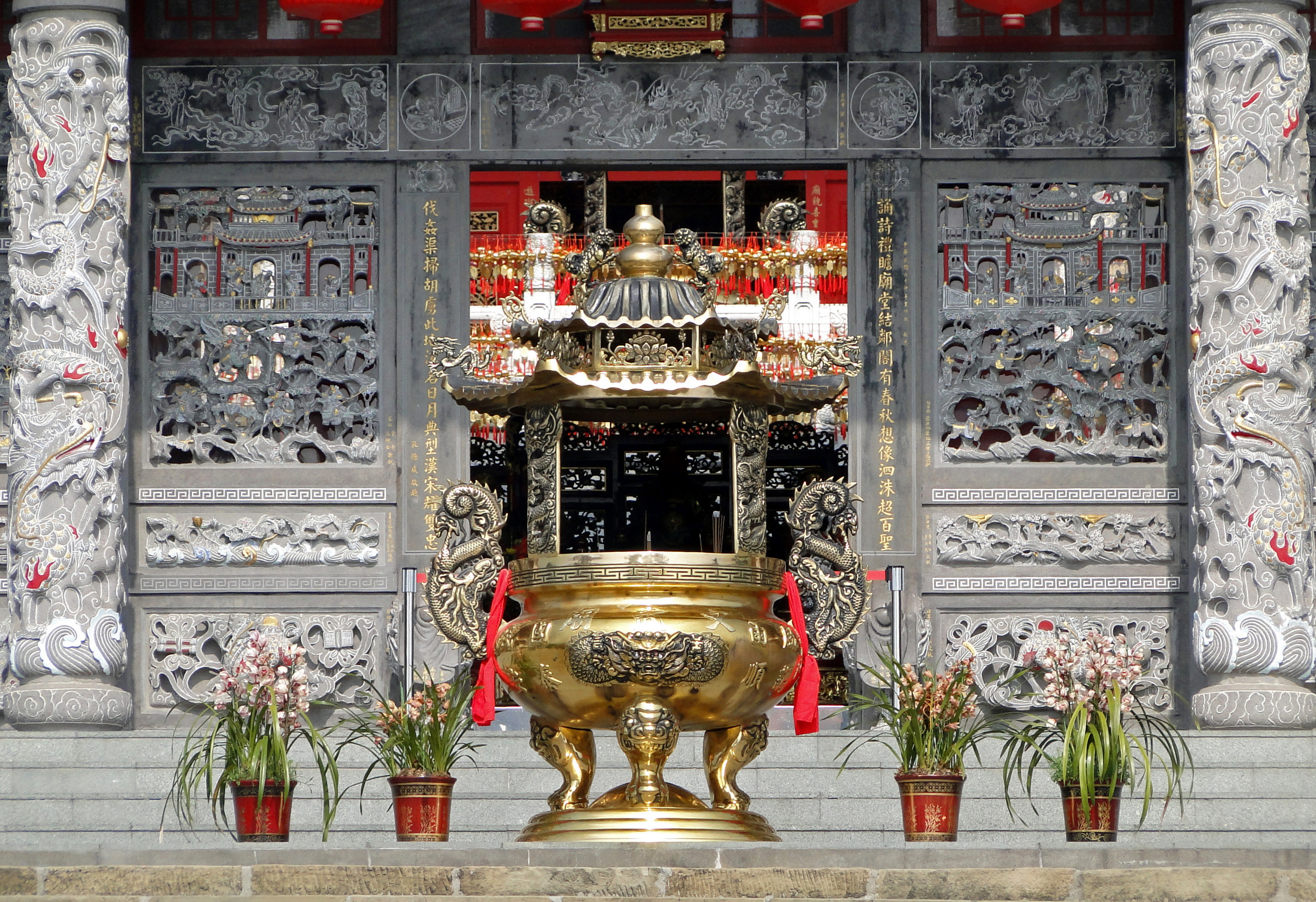
Brûleur à encens au temple de Wen Wu à Taiwan.

Au Vietnam, l'encens est utilisé pour le culte des ancêtres, qui se pratique généralement à domicile. La fumée qui s'en dégage établit selon la tradition un lien entre les vivants et les morts. Le culte commence par l'allumage des bâtons d'encens sur l'autel, en signe de mise en relation avec les défunts. Viennent ensuite les prières : les bâtons d’encens sont placés entre les deux mains et trois salutations sont alors effectuées. Ils sont ensuite reposés délicatement sur l’autel des ancêtres.
Plus largement, dans la tradition bouddhique, l’offrande d’encens permet d’entrer en (bonne) relation avec les êtres immatériels. Par ailleurs, elle revêt aussi une fonction purificatrice : les pensées et émotions sont purifiées à travers l'usage de l’encens.

### Christianisme
Le christianisme, dans la continuité de l'Ancien Testament, perpétue l'utilisation de l'encens, de plus il fait partie des cadeaux apportés au Christ par les mages, l'or symbolisant sa royauté, la myrrhe symbolisant son humanité, et l'encens symbolisant sa divinité. Celui-ci est brûlé dans un encensoir, qui est balancé selon l'usage propre à chacun des rites respectifs pour mieux en diffuser dans l'air le parfum. La fumée de l'encens montant vers le ciel symbolise également la prière qui monte vers Dieu.
D'après le Nouveau Testament de la Bible, les trois Rois mages ont offert au petit Jésus de l’or, de l’encens (oliban) et de la myrrhe.

## Disparition de l'encens?
Selon un article du Journal of Applied Ecology de décembre 2011, une étude menée sur une douzaine d'espèces de Boswellia, un genre d'arbre que l'on ne retrouve que dans la corne de l'Afrique et la péninsule arabique, a montré que, chaque année, entre 6 et 7 % des adultes de chacune de ces espèces mouraient, soit par le feu, par des attaques d'insectes ou du fait des herbivores friands de ses branches. Au bout du compte, la quantité d'arbres pourrait être divisée par deux en quinze ans et par dix en cinquante ans.

## Encens et santé

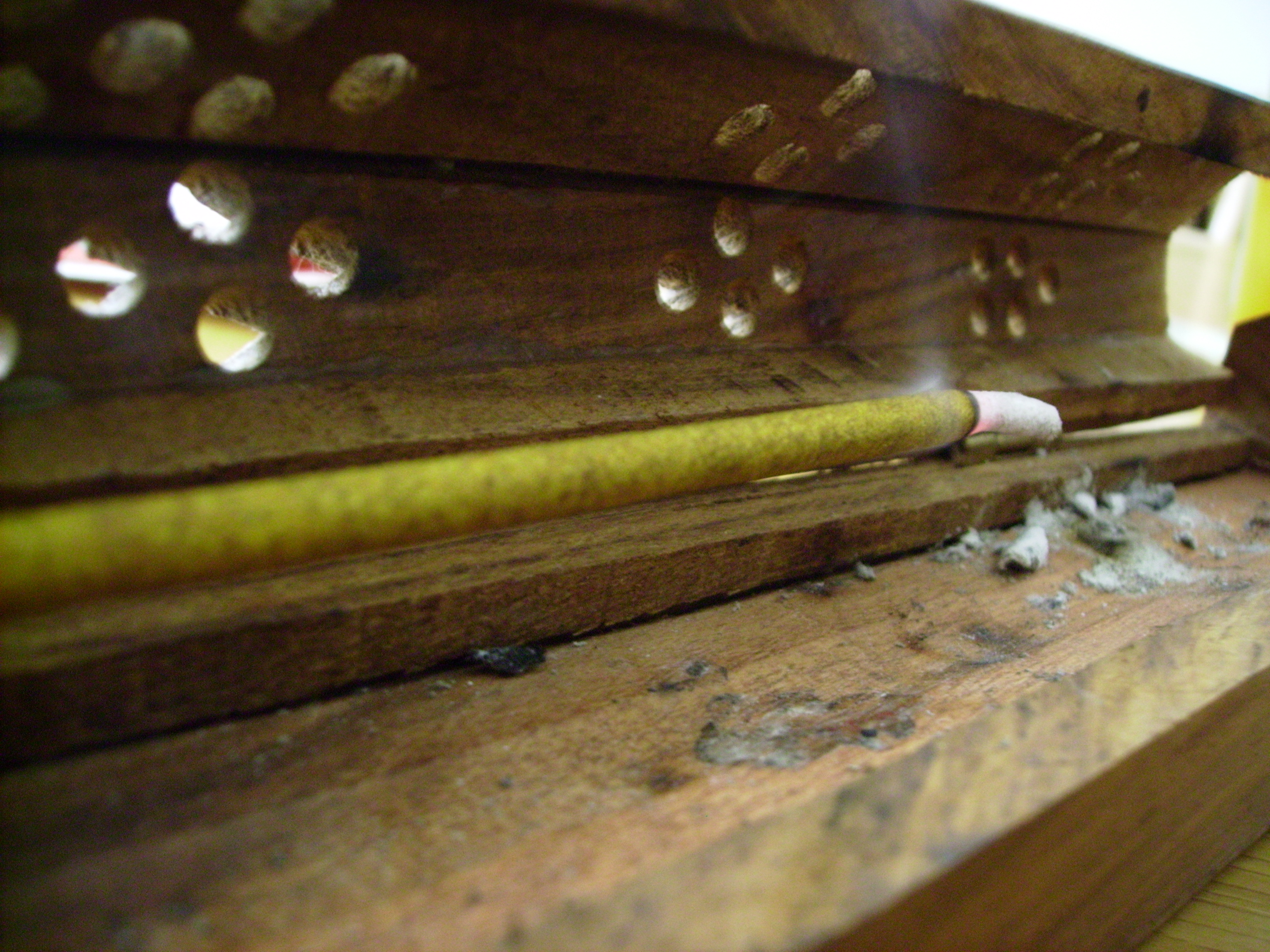
Un bâton d'encens qui se consume.

Les extraits d'encens, sous forme de gélules, pourraient avoir une discrète efficacité sur certaines maladies, dont l'asthme, la polyarthrite rhumatoïde, la maladie de Crohn. Il a des vertus anti-inflammatoires et son efficacité sur les douleurs articulaires est connue depuis l'Antiquité.
Néanmoins, la combustion de l'encens est une source de pollution intérieure importante. Les principaux polluants volatils émis par les encens sont le benzène, le toluène, l’éthylbenzène, le styrène, le formaldéhyde, l’acroléine et l’acétaldéhyde,. 

## Parfumerie
En parfumerie proprement dite, l'encens est utilisé sous forme d'essence ou d'absolue. Il est utilisé pour son odeur boisée, assez minérale, aux aspects légèrement épicés. De par l'histoire de cette matière et les symboles religieux qui lui sont associés, son usage dans les parfums évoque une certaine religiosité et confère un aspect sacré.
On peut trouver une bonne illustration de l'encens dans plusieurs créations comme Bois d'Argent des Parfums Christian Dior, ou encore Passage d'Enfer de la marque l'Artisan Parfumeur.

## Autres significations
Le terme encens désigne parfois toute matière brûlée lors de rites religieux, et le copal des Mayas ou les mélanges asiatiques à base de santal sont souvent appelés encens.

## Culture populaire
- L'encens est également un artefact utilisé dans le jeu Pokémon Go.